# Agalinis hispidula
Agalinis hispidula, biljna vrsta nekad uključivana u monotipski rod Anisantherina iz porodice Orobanchaceae. Raširena je od tropske Južne Amerike na sjever do južnog Meksika i Velikih Antila.

## Sinonimi
- Anisantherina hispidula (Mart.) Pennell
- Gerardia schippii Standl.
- Gerardia hispidula Mart.

- A. hispidula
- A. hispidula